# Steenboete
Een steenboete is een boete in natura (stenen) die veelal tussen de 14e en de 17e eeuw werd opgelegd door met name Nederlandse steden. De boete varieerde van circa duizend tot tientallen duizenden stenen. In sommige gevallen werd het aantal stenen in muurlengte (in roeden) of volume (in last) uitgedrukt. 
Een van de eerste vermeldingen stamt uit 1320, toen in Grave een man belast werd met een boete van duizend stenen en drie Hollandse pond. De stenen werden in eerste instantie gebruikt voor de (her)bouw van stadsmuren en kerkgebouwen, die vaak nog uit hout bestonden. Onder meer ter brandpreventie werden de houten kerkgebouwen door stenen versies vervangen. Zo werd in Haarlem in 1390 bepaald dat de ene helft van de opgebrachte stenen gebruikt zou worden voor de herbouw van de St.-Bavokerk, en de andere helft ten goede zou komen aan de stadsmuur. In Utrecht werd de steenboete een gebruikelijke straf, en bij de bouw van de stenen stadsmuur in Amersfoort werd ook daar de boete ingevoerd. In Rotterdam, Hoorn en later Amsterdam werden de steenboetes speciaal ingevoerd voor de bouw van kerken, en ook in de tijd van de bouw van de Lebuinuskerk in Deventer werden incidenteel steenboetes uitgedeeld. Nadat de eerste tijd de focus lag op stedelijke voorzieningen, kwamen de stenen in latere tijd ten goede aan de herbouw van de houten woningen om stadsbranden tegen te gaan, onder meer in Middelburg. De stenen die uit deze boetes werden vergaard werden soms voor een laag geldbedrag doorverkocht aan woningeigenaren. Uit Vlissingen is een geval bekend waarbij geen bouwstenen maar straatstenen geëist werden. De aanwezigheid van vele zwerfkeien in de omgeving van Steenwijk droeg er aan bij dat de boete daar in de zestiende eeuw nog werd toegepast. Een belangrijk voordeel van deze straf ten opzichte van andere boetes was dat de magistraat hierover geen belasting hoefde af te dragen aan de bisschop.
De steenboete is in vrijwel elke Nederlandse stad toegepast. In plaats van betaling in stenen kon vaak ook worden voldaan in de geldelijke waarde ervan. In 1478 werd in Utrecht de waarde van duizend stenen gelijkgesteld aan vijf pond; voor hetzelfde aantal stenen werd in de 16e eeuw in Steenwijk de geldwaarde bepaald op zes pond.